# Jurisdicción de San Zadornil
Jurisdicción de San Zadornil  est une commune d'Espagne dans la communauté autonome de Castille-et-León, province de Burgos. Elle s'étend sur 30,99 km2 et comptait environ 78 habitants en 2011.